# Landbrugspligt
Landbrugspligten indgår som en del af Landbrugsloven.
En ejendom er noteret med landbrugspligt, når den er omfattet af landbrugslovens regler. Det betyder, at der gælder særlige regler for disse ejendomme, fx ved køb og salg.
Der er som udgangspunkt landbrugspligt på alle ejendomme, der er over 2 ha (20.000 m²). Ejendomme under 2 ha kan ikke blive noteret med landbrugspligt.

## Ophævelse af Landbrugspligten
Kun Landbrugsstyrelsen kan ophæve landbrugspligten foruden landinspektører, som kan ophæve landbrugspligten, uden at det kræver en tilladelse fra Landbrugsstyrelsen. Landinspektøren skal dog kunne erklære, at sagen gennemføres i overensstemmelse med landbrugsloven.